# Beresdiwzi
Beresdiwzi (ukrainisch Берездівці; russisch Берездовцы Beresdowzy, polnisch Brzozdowce) ist ein Dorf in der ukrainischen Oblast Lwiw in der Westukraine mit etwa 1700 Einwohnern.

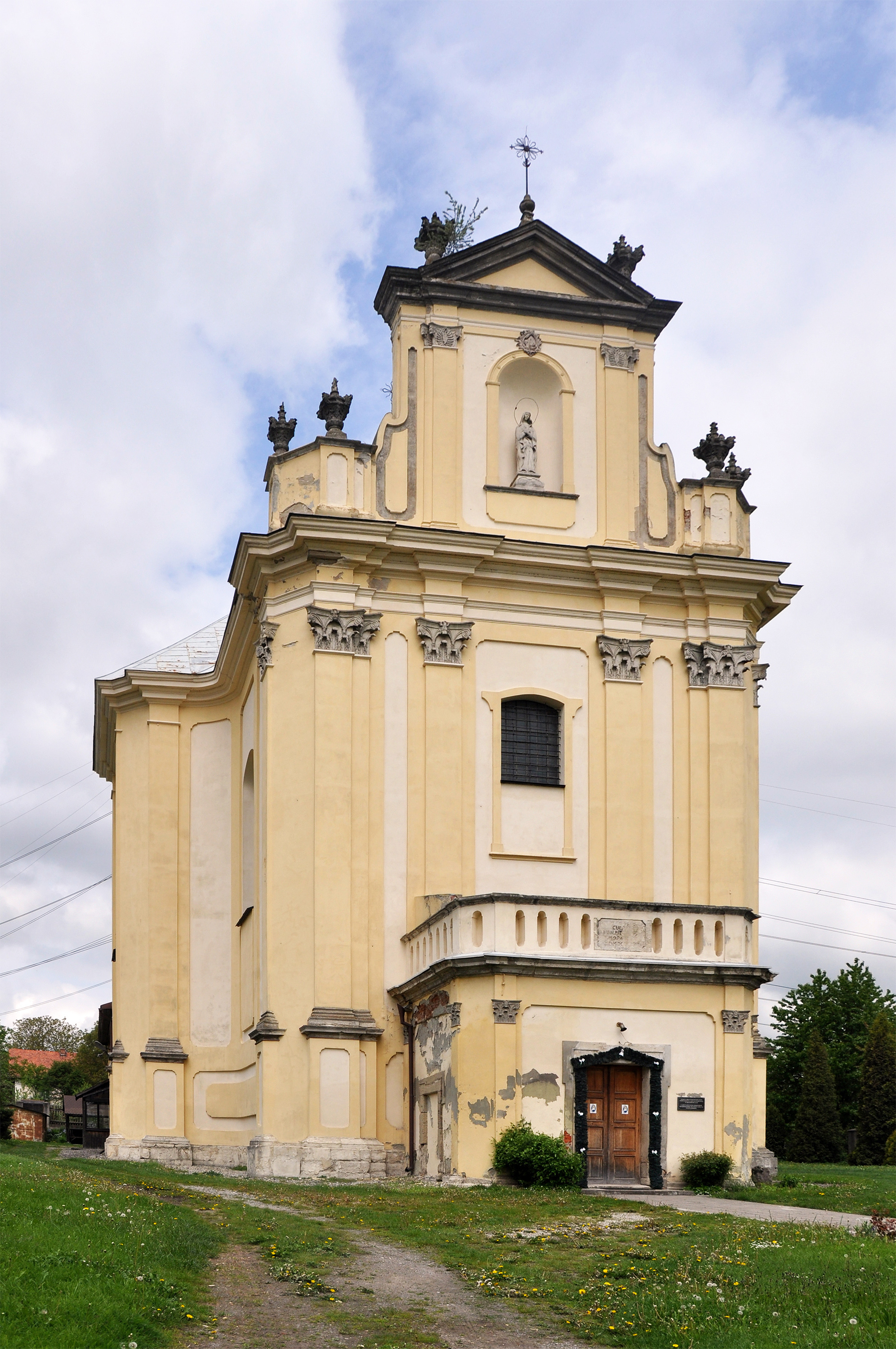
Kirchengebäude im Dorf

Die Ortschaft liegt im Süden der historischen Landschaft Galizien im Rajon Stryj am Ufer der Wyschniwka (Вишнівка) nördlich des Dnister, etwa 15 Kilometer südöstlich vom Rajonzentrum Mykolajiw und 43 Kilometer südlich vom Oblastzentrum Lwiw entfernt.
Sie ist ein Teil der Stadtgemeinde Nowyj Rosdil im Rajon Stryj, bis 2020 bildete sie zusammen mit dem Dorf Hranky-Kuty (Гранки-Кути) die Landratsgemeinde Beresdiwzi im ehemaligen Rajon Mykolajiw.
Der Ort wurde 1410 zum ersten Mal schriftlich erwähnt, lag zunächst in der Adelsrepublik Polen-Litauen, Woiwodschaft Ruthenien, und kam 1772 als Brzezdowce zum damaligen österreichischen Kronland Galizien (bis 1918 dann im Bezirk Bóbrka).
Bereits 1526 bekam er das Magdeburger Stadtrecht verliehen, das spätere Marktstädtchen verlor diesen Status 1939 und ist seither ein Dorf.
Nach dem Ende des Ersten Weltkrieges kam er zu Polen, war hier ab 1921 als Brzozdowce in die Woiwodschaft Stanislau, Powiat Bóbrka, Gmina Brzozdowce eingegliedert und wurde im Zweiten Weltkrieg erst von der Sowjetunion und ab 1941 bis 1944 von Deutschland besetzt und dem Distrikt Galizien angeschlossen. Nach der Rückeroberung durch sowjetische Truppen 1944 kam er 1945 wiederum zur Sowjetunion und wurde in die Ukrainische SSR eingegliedert, seit 1991 ist der Ort Teil der heutigen Ukraine.